# Dusona elegans
Dusona elegans är en stekelart som först beskrevs av Gyöö Viktor Szépligeti 1908.  Dusona elegans ingår i släktet Dusona och familjen brokparasitsteklar. Inga underarter finns listade i Catalogue of Life.